# Casal de São Simão
Casal de São Simão ist ein kleines mittelportugiesisches Dorf in der Gemeinde (Freguesia) von Aguda, im Kreis (Concelho) von Figueiró dos Vinhos.
Der Ort besteht im Wesentlichen nur aus einer Straße mit einigen Seitengassen und ist für seine ursprüngliche Bausubstanz, insbesondere unter Verwendung von Schiefer bekannt. Er gehört zur Route der Schieferdörfer, der Aldeias do Xisto.
Naturwanderungen und Mountainbike-Wettbewerbe finden auf den hier verlaufenden Wanderwegen durch das bewaldete und von Wasserläufen durchzogene Umland statt.
Im Ort bietet ein Dorfladen Kunsthandwerk und lokale Spezialitäten an, dazu existiert hier ein Restaurant mit Außenterrasse.
Mit den Fragas de São Simão gibt es unterhalb des Dorfes ein Flussbad am Rio Alge.
Auch die traditionelle Gastronomie des Ortes findet überregional Erwähnung.